# Nưa Angola
Nưa Angola (danh pháp khoa học: Amorphophallus angolensis) là một loài thực vật có hoa trong họ Ráy (Araceae). Loài này được (Welw. ex Schott) N.E.Br. mô tả khoa học đầu tiên năm 1901.